# Яхния
Яхниите са едни от най-популярните български ястия. Популярни са на целия Балкански полуостров и се смята, че идват от Южна Азия. Думата яхния е с персийски произход (yagh hini, تاس کباب), погрешно се смята за турска чуждица. В Турция всички ястия, които българите наричат яхния, се назовават с името на популярното зеленчуково печиво – „гювеч“.
Повечето от яхниите са с характерна червена запръжка и специфичен вкус и аромат. Бял цвят имат само тези, в състава на които има ориз.
В началото под яхнии се е разбирало ястие от задушен кромид лук и сос. По-късно при приготвянето на яхниите са започнали да се използват и други продукти, като различни зеленчуци, месо, птици, риба, ориз, бобови. В последно време варенето в края на топлинната обработка на яхниите се заменя със запичане на фурна, което подобрява вкуса им.
Сосът на яхниите се приготвя чрез запържване на лук, домати или доматено пюре, брашно и червен пипер, а понякога и на ароматични корени. Характерно е, че количеството на лука в соса на яхниите е по-голямо, отколкото при другите ястия, а на брашното е умерено. В някои яхнии, чиито основен продукт съдържа много скорбяла (картофи, стар фасул, леща), брашното в запръжката се ограничава до минимум или изобщо се изключва. Когато яхнията е приготвена с ориз, в запръжката обикновено не се използва червен пипер, но добавянето му е възможно, дори при яхнии с ориз или други житни (царевица, ръж, пшеница) както е при традиционни бобови варива (фасул, леща, нахут).

## Продукти
Приготвя се от запръжка (светла или тъмна комбинирана), месо (агнешко, свинско, телешко, заешко, пилешко, овнешко, субпродукти, риба и мекотели), зеленчуци (кромид лук, моркови, целина, праз лук, картофи, пиперки, домати, зелен фасул и други), варива.
Яхнията е с червеникав (или оранжев) цвят, с леко уплътнен сос, приятен вкус и аромат на вложените продукти и със запазена форма на продуктите. Поднася се топла с една или няколко от следните подправки: магданоз, джоджен, чубрица, риган, босилек, черен пипер и други.

## Видове яхнии
Като основни продукти при приготвянето на яхниите се употребяват зеленчуци, варива, различни видове месо, птици, риба, субпродукти и др. Яхниите може да бъдат без месо и с месо. Подправките са в зависимост от основния продукт – чубрица, магданоз, целина, копър, дафинов лист, черен пипер, бахар и др.
- Безмесните яхнии (постни яхнии) се приготвят от запръжка, към която се прибавят едро нарязани зеленчуци и заедно се варят или запичат до готовност. В мазнината се задушават последователно дребно нарязаният лук и нарязаните на кубчета ароматични корени, поставя се доматеното пюре и задушаването продължава, докато остане на мазнина. Тогава се прибавя брашното и се пържи още 4 – 5 мин. Слага се червеният пипер, разбърква се, разрежда се с бульон или с гореща вода и се посолява. Вари се при умерена температура до полуомекване на продуктите. Прибавят се едро нарязаните зеленчуци – сурови, бланширани или задушени в мазнина. Картофите, тиквичките и зеленият грах се прибавят сурови. Зеленият фасул, старият лук и др. предварително се задушават в малко мазнина и вода. Към края на варенето се прибавят червените домати. Вари се около 10 мин. или се запича на фурна.
- Месните яхнии се приготвят както безмесните с тази разлика, че има включени допълнителни операции по обработка на месото. Порционните парчета месо се запържват в сгорещената мазнина до гланциране. След това се изваждат и в същата мазнина се задушават зеленчуците както при безмесните яхнии. Гланцираното месо се прибавя към разредената с бульон или вода, загрята до кипване запръжка. Вари се при умерена температура до полуомекване на месото. След това се прибавят едро нарязаните зеленчуци и обработката продължава както при безмесните яхнии.

Най-подходящо за яхнии със свинско или телешко е месото от гърдите и плешката, което е с по-къси мускулни влакна и прошарено с тлъстини, поради което е сочно и крехко.
Има и други месни яхнии, които са по-леки, и обикновено се приготвят с по-малко мазнина. Такива са яхниите с крехки меса (пилешко, заешко) или популярните в балканските кухни – яхнии със субпродукти (дробчета, сърчица и т.н.).
Към месните яхнии може да се отнесат и кюфтетата с различни сосове. Общата технология на тяхното приготвяне включва приготвяне на кюфтетата полуфабрикати, а след това – на соса или бульона, запържване и варене или задушаване на кюфтетата във фурна.